# Leigh light

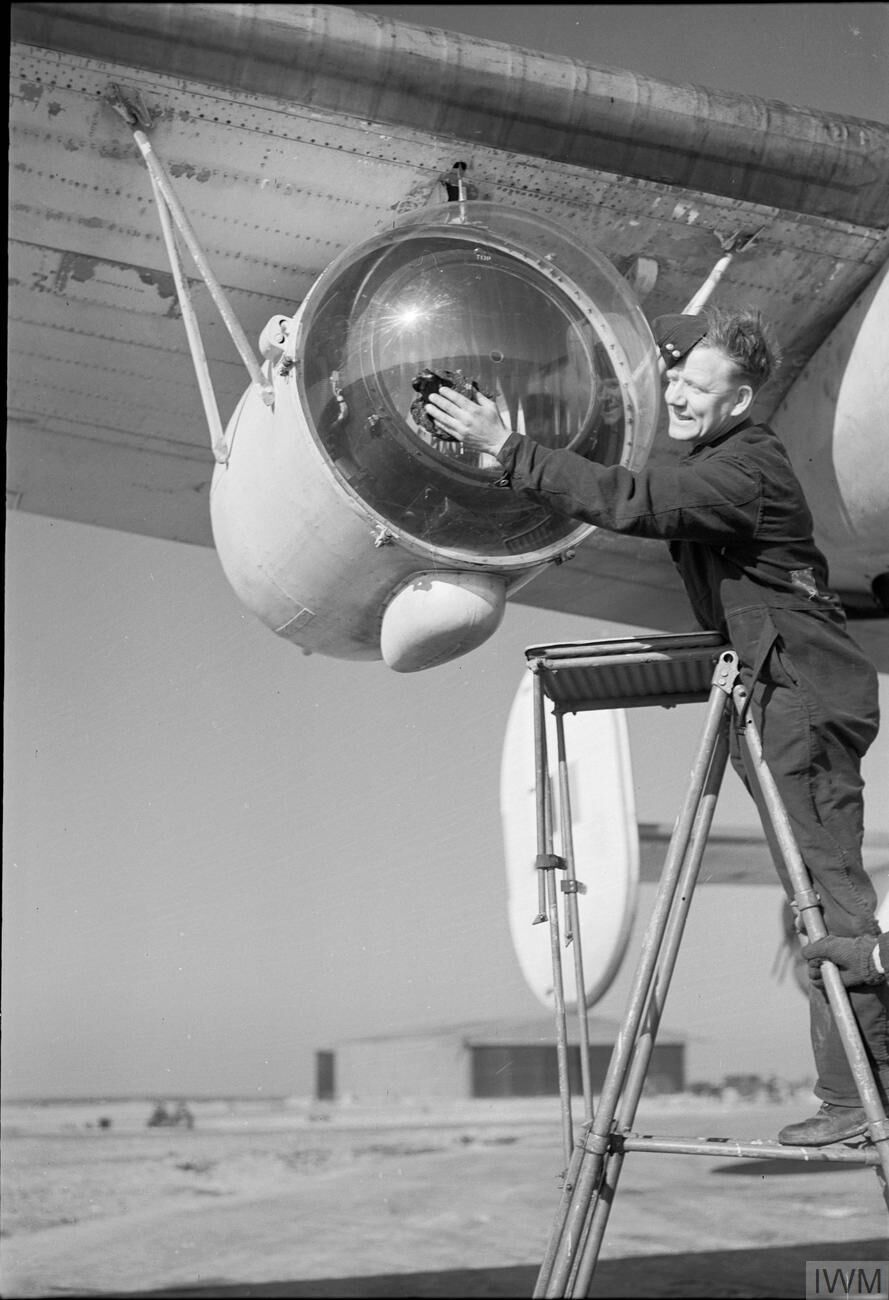
Une Leigh light montée sous l'aile d'un bombardier B-24 de la Royal Air Force Coastal Command en février 1944.

La Leigh light (abrégé « L/L ») était un dispositif britannique de lutte anti-sous-marine utilisé pendant la Seconde Guerre mondiale et plus notamment la bataille de l'Atlantique de 1939-1945.
C'était un puissant projecteur de 22 millions de candelas large de 610 mm de diamètre et accroché à un avion de patrouille maritime du Costal Command (Royal Air Force) afin de l'aider à distinguer les Unterseeboots allemands la nuit.
La Leigh light a été utilisé avec succès à partir de juin 1942 pour traquer les U-Boote rechargeant leurs batteries en surface pendant la nuit. Ils étaient jusque-là relativement protégés contre les attaques de nuit.
L'avion approchait le sous-marin en utilisant son radar ASV et allumait le projecteur lors de l'approche finale. L'Unterseeboot n'avait pas suffisamment de temps pour plonger et la bombe pouvait être lancée avec précision sur le sous-marin.
La L/L a connu un tel succès que les sous-marins allemands ont été contraints d'opter pour le chargement des batteries de moteurs électriques lors de la journée, leur permettant plus facilement de détecter les avions en approche.
Après son introduction chez les Alliés, les pertes de navires par attaque d'U-Boot sont tombées de 600 000 à 200 000 tonnes par mois.